# Serrat de la Sort
La Serrat de la Sort és una serra situada al municipi de les Llosses a la comarca del Ripollès, amb una elevació màxima de 1.062 metres.